# IA pédagogique
 (avril 2025).
- Si vous ne connaissez pas le sujet, laissez ce bandeau (vous pouvez alors contacter les auteurs).
- Si vous supprimez le contenu mis en cause (vous pouvez préalablement contacter les auteurs),

argumentez précisément cette suppression dans la page de discussion
(un manque de référence n'est pas un argument ; une recherche réelle de référence doit avoir été effectuée, être formellement documentée).
 (avril 2025).
La mise en forme du texte ne suit pas les recommandations de Wikipédia : il faut le « wikifier ».
Les points d'amélioration suivants sont les cas les plus fréquents. Le détail des points à revoir est peut-être précisé sur la page de discussion.
- Les titres sont pré-formatés par le logiciel. Ils ne sont ni en capitales, ni en gras.
- Le texte ne doit pas être écrit en capitales (les noms de famille non plus), ni en gras, ni en italique, ni en « petit »…
- Le gras n'est utilisé que pour surligner le titre de l'article dans l'introduction, une seule fois.
- L'italique est rarement utilisé : mots en langue étrangère, titres d'œuvres, noms de bateaux, etc.
- Les citations ne sont pas en italique mais en corps de texte normal. Elles sont entourées par des guillemets français : « et ».
- Les listes à puces sont à éviter, des paragraphes rédigés étant largement préférés. Les tableaux sont à réserver à la présentation de données structurées (résultats, etc.).
- Les appels de note de bas de page (petits chiffres en exposant, introduits par l'outil «  Source ») sont à placer entre la fin de phrase et le point final[comme ça].
- Les liens internes (vers d'autres articles de Wikipédia) sont à choisir avec parcimonie. Créez des liens vers des articles approfondissant le sujet. Les termes génériques sans rapport avec le sujet sont à éviter, ainsi que les répétitions de liens vers un même terme.
- Les liens externes sont à placer uniquement dans une section « Liens externes », à la fin de l'article. Ces liens sont à choisir avec parcimonie suivant les règles définies. Si un lien sert de source à l'article, son insertion dans le texte est à faire par les notes de bas de page.
- La présentation des références doit suivre les conventions bibliographiques. Il est recommandé d'utiliser les modèles {{Ouvrage}}, {{Chapitre}}, {{Article}}, {{Lien web}} et/ou {{Bibliographie}}. Le mode d'édition visuel peut mettre en forme automatiquement les références.
- Insérer une infobox (cadre d'informations à droite) n'est pas obligatoire pour parachever la mise en page.

Pour une aide détaillée, merci de consulter Aide:Wikification.
Si vous pensez que ces points ont été résolus, vous pouvez retirer ce bandeau et améliorer la mise en forme d'un autre article.
L'IA pédagogique est l'utilisation de l'intelligence artificielle dans le domaine de l'éducation, autant pour ses possibles utilisations par les étudiants ou les enseignants. L'ajout de cet outil dans le domaine de la pédagogie entraîne de nombreux enjeux et défis, surtout depuis la démocratisation d'agent conversationnel tel que ChatGPT.    

## Enjeux liés au travail des étudiants
L’utilisation de l’IA par les étudiants apporte de nouveaux enjeux sur le plan pédagogique. Ces enjeux sont liés d’abord à la perception que les étudiants ont de l’utilisation de l’IA en milieu pédagogique. De plus, celle-ci a de réels impacts négatifs sur les apprentissages des étudiants. Enfin, l’emploi de l’IA à des fins pédagogiques limite le développement des compétences littéraires des étudiants.

### Utilisation et perception des étudiants
Les enseignants sont conscients que les étudiants utilisent désormais plus souvent l’IA pour rédiger et améliorer leurs travaux académiques. Ils emploient cet outil principalement pour effectuer des recherches, produire des idées, résumer des textes ainsi que modifier et réviser des travaux. Toutefois, peu d'entre eux s’assurent toujours la véracité des informations produites par l’IA. Ainsi, il est évident que l’éducation liée à cet outil est primordiale. Pour la majorité des étudiants sondés, les enseignants devraient employer l’IA plus fréquemment dans leurs cours et offrir plus de formation à l’emploi de cet outil pour les étudiants. 
Pourtant, malgré cette utilisation de l’IA en milieu académique, les étudiants ne connaissent pas réellement les règlements entourant celle-ci. En effet, la plupart des étudiants ne sont pas informés sur les politiques d’utilisation de l’IA de leur institution scolaire. Plusieurs considèrent donc celle-ci comme étant du plagiat et craignent de se faire pénaliser. Dans la même mesure, plusieurs étudiants croient également que l’utilisation de l’IA est nuisible au niveau de leur créativité. En effet, pour une majorité, la créativité est une compétence qui doit rester humaine. Ainsi, l’utilisation de l’IA est inadéquate pour les travaux qui demandent beaucoup de créativité. Enfin, plusieurs étudiants utilisant l’IA lors de travaux croient que cela à des impacts négatifs sur leurs apprentissages.

### Impacts sur les apprentissages
Puisque l’IA n’est pas présente en milieu pédagogique depuis longtemps, peu de recherches ont été faites par rapport à ses impacts sur l’apprentissage des étudiants. Toutefois, les pédagogues ont réalisé de nombreuses prédictions en se basant sur les observations faites lors de l’implantation d’autres outils technologiques. 
Certains individus notent qu’une utilisation judicieuse de l’IA pourrait être bénéfique aux apprentissages. En effet, ils affirment que celle-ci améliore la productivité des étudiants et des enseignants, permettant de mettre plus de temps à se concentrer sur des éléments plus importants. 
Toutefois, l’utilisation d’outils numériques comme l’IA demande une attention divisée des étudiants. Cela affecte donc plusieurs capacités intellectuelles. La concentration, la mémorisation et les compétences d’organisation sont affaiblies par une utilisation trop fréquente de technologies numériques. En effet, l'utilisation fréquente et non critique de l’IA mène les étudiants à trop s’y fier sans la remettre en question. De plus, l’accès facile et rapide à beaucoup d’informations réduit l’initiative à la mémorisation chez les utilisateurs. Cela les amène à miser davantage sur la mémorisation du chemin pour trouver l’information plutôt que sur la mémorisation de l’information elle-même.  
L’utilisation de l’IA offre également aux étudiants plus d’opportunités pour se déresponsabiliser de leurs apprentissages. En déchargeant plusieurs tâches à l’IA, les étudiants risquent de ne pas maîtriser toutes les compétences demandées lors de la réalisation des différents travaux. Certaines de ces tâches, telles que l’analyse d’éléments et l’écriture d’essais, sont liées au développement de l’esprit critique et de compétences de haut niveau cognitif. Ainsi, l’utilisation de l’IA lors de la réalisation de ses exercices est néfaste pour les apprentissages des étudiants. 
L’effort de référencement devient aussi très difficile avec l’IA puisque la plupart des IA, comme ChatGPT, ne mentionnent pas leurs propres sources. Vérifier l’IA devient alors une tâche supplémentaire lors d’une recherche d’information puisqu’il faut appuyer les trouvailles avec des sources. Les impacts de la tricherie et du plagiat facile grâce à l’IA sur l’évaluation des connaissances, et donc l’initiative estudiantine de les développer, sont également non négligeables. 
Il y a aussi une incertitude concernant la possible réduction des interactions des étudiants entre eux et avec les enseignant.es, interactions qui permettent de développer des capacités comme l’autorégulation, l’efficacité personnelle et la pensée indépendante. 

### Limitation des compétences littéraires
Les étudiants rencontrent de nouvelles difficultés par rapport aux compétences littéraires. Avec les développements de l’IA, les étudiants emploient ces technologies lors de l’écriture de leurs textes. Les logiciels d’IA deviennent donc des coauteurs des textes des étudiants. Plusieurs pédagogues mettent en lumière les risques que cela peut avoir. En effet, en utilisant ces technologies, les étudiants ne développent pas leurs propres styles d’écriture. Leurs textes perdent donc la touche personnelle qui les distinguait auparavant. 
De plus, les chercheurs mentionnent que l’utilisation de l’IA dans la rédaction de texte influence la façon dont les étudiants perçoivent ce qui les entoure. En effet, de nombreux logiciels d’IA possèdent leurs propres biais par rapport à plusieurs sujets sans que cela soit affiché. Ainsi, les textes produits ou coproduits par ces outils présentent ces mêmes biais. 
En plus de l’écriture, les étudiants emploient l’IA pour la lecture de textes. En effet, de nombreux étudiants affirment utiliser l’AI pour résumer des textes ou trouver les informations pertinentes dans leurs lectures. Ils expliquent que ces pratiques leur permettent d’être plus efficaces. Toutefois, cette utilisation peut mener les étudiants à se déresponsabiliser et à trop s’appuyer sur cet outil pour la lecture. Bien que cette technique sauve du temps, les élèves ne pratiquent pas leur propre capacité à comprendre et interpréter des écrits. De plus, en employant l’IA, ils ne s’exercent pas à résumer les textes et à trouver les thèmes importants contenus dans ces derniers. Enfin, les biais de l’IA ont également un impact au moment de la lecture. En effet, lors de la rédaction de résumés, l’IA ne va pas nécessairement s’attarder aux mêmes aspects que les étudiants et elle leur présente seulement les éléments qu’elle trouve pertinents. Cela peut donc engendrer des lacunes dans la compréhension d’un texte. 
De plus, les étudiants qui lisent seulement des textes sur support numérique ne démontrent pas le même niveau de compréhension des écrits que ceux qui utilisent des supports papier. En effet, lors de la lecture sur différents supports, les processus neurobiologiques impliqués divergent également, créant des impacts sur les compétences en lecture. Ainsi, la lecture exclusivement avec l’IA affaiblit les compétences en lecture puisqu’elle repose sur un support numérique.

## Enjeux liés au travail des enseignants

### Compétence enseignante
L’IA offre plusieurs avenues possibles afin de répondre aux besoins actuels en pédagogie. Par exemple la correction automatique des travaux, la sélection d’une liste personnalisée d’exercices permettant de cibler les besoins spécifiques d’un étudiant et même la reconnaissance faciale pour la prise des présences. Mais avant que ces avenues ne soient explorées, elles doivent être critiquées et comprises. 
La première étape est donc la vulgarisation de l’IA au corps enseignant afin que celui-ci soit à même d’en connaître les tenants et aboutissants et d’en faire usage correctement et efficacement. Les enseignants doivent donc suivre une formation continue afin de rester informer sur les avancements des technologies de l'information et de la communication pour l'enseignement. Toutefois, cette formation est souvent négligée par les enseignants. Elle est pourtant importante puisque les compétences technologiques des enseignants influencent souvent l'opinion qu'ils ont de celles-ci. La littératie numérique est aussi corrélée à l’acceptabilité de l’IA. En effet, les enseignants ayant une meilleure littératie numérique sont plus ouverts à l'utilisation de l'IA dans leurs cours. Ainsi, le manque de connaissance des enseignants limite l'utilisation de l'IA en milieu pédagogique. Cependant, en obligeant les enseignants à apprendre le fonctionnement de l’IA pour ensuite l’enseigner aux étudiants, ils doivent s'occuper d'une charge de travail supplémentaire.
De plus, l'enseignant doit être conscient de l'impact de son utilisation de l'IA. D'abord, l’enseignant se doit d’être un modèle d’intégrité académique. S'il utilise l’IA sans égard aux enjeux qui lui sont associés, les étudiants en prendront exemple et reproduiront ces comportements. De plus, la délégation de l’évaluation à l’IA consiste en une délégation des tâches professionnelles de l’enseignant, ce qui pourrait nuire au jugement professionnel dans sa pratique. L'utilisation de l'IA lors de la correction est également à surveiller puisque cet outil est incapable de considérer tous les éléments du contexte entourant une évaluation. Cela peut donc avoir des impacts lors de la délivrance de notes.

### Supervision des apprentissages
Afin de pouvoir employer l'IA pédagogiquement, les enseignants doivent apprendre comment utiliser cet outil pour ne pas nuire à l'atteinte des compétences des étudiants. Il est possible d’utiliser l’IA en pédagogie pour permettre aux étudiants de développer plus rapidement et efficacement ces capacités cognitives, mais cela doit être fait sans simplement utiliser l’IA pour faire le travail à leur place. C’est ainsi qu’on développe la littératie critique de l’IA. 
Par exemple, lors de la rédaction de texte, les enseignants doivent prévoir de nouvelles mesures d'évaluation. L’IA est meilleure que l’humain pour écrire des textes respectant les règles de grammaire et d’orthographe, ce qui signifie que la raison pour laquelle nous apprenons à écrire des textes doit changer. Il n’est plus question de savoir comment le faire, mais pourquoi le faire. La raison est qu’apprendre à écrire des textes permet d’apprendre à transposer une pensée, une idée ou une connaissance sous un format texte transmissible à autrui. Écrire permet aussi d’apprendre à imaginer, à créer de l’irréel et à le transposer dans la réalité. Ces connaissances et capacités sont très importantes et doivent donc continuer à être développées, même si l’acte lui-même d’écrire peut maintenant être fait par l’IA. En pratique, cela peut être représenté par une écriture d’un texte par l’étudiant, qui est ensuite révisé par l’IA (surveillée par l’enseignant) et par les collègues de classe. L’IA permet ainsi de fournir de la rétroaction complémentaire à celle de l’enseignant et des collègues de classe et mène à un apprentissage plus complet de l’acte d’écrire.  
Il est également du devoir de l'enseignant de considérer tous les facteurs, comme l’inégalité numérique. En effet, les compétences numériques de la jeunesse sont loin d’être uniformes. Les occasions de développer ces compétences et l’accès au matériel numérique pour le faire sont très variées, autant pour des raisons économiques que sociales, et il y a aussi une différence entre les connaissances d’utilisation ludique du numérique et les compétences d’utilisation informationnelle. Ainsi, même les jeunes qui utilisent le numérique tous les jours pour se divertir peuvent manquer de connaissances sur l’utilisation en milieu pédagogique. Ainsi, l’IA étant un outil de plus qui peut être utilisé par les étudiants, elle a le potentiel de creuser le fossé des compétences numériques au sein des jeunes.  